# Renault 3
Renault 3 a fost un model ieftin produs de constructorul francez de automobile Renault produs între 1961 și 1962. Acesta avea multe trasături preluate de la modelul din clasa super mini, Renault 4. R3 se deosebea de "fratele" său mai bine echipat prin lipsa celui de-al treilea rând de geamuri laterale, jantele aveau un aspect simplu, grila radiatorului nu era cromată, avea un interior mai simplu. Modelul dispunea de o singură motorizare și anume un motor de 603 centimetri cubi. Modelul nu s-a bucurat de un prea mare succes, mulți alegând modelul Renault 4, care era mai bine echipat.